# Paul's Boutique
| 전문가 평가                   | 전문가 평가 |
| 평가 점수                     | 평가 점수   |
| 출처                          | 점수        |
| ----------------------------- | ----------- |
| AllMusic                      | [ 3 ]       |
| The A.V. Club                 | A           |
| Christgau's Record Guide      | A           |
| Mojo                          | [ 6 ]       |
| NME                           | 9/10        |
| Pitchfork                     | 10/10       |
| Q                             | [ 9 ]       |
| Rolling Stone                 | [ 10 ]      |
| The Rolling Stone Album Guide | [ 11 ]      |
| Spin Alternative Record Guide | 10/10       |

《Paul's Boutique》는 1989년 7월 25일, 캐피틀 레코드가 발매한 미국의 힙합 그룹 비스티 보이즈의 두 번째 스튜디오 음반이다. 더스트 브라더스가 프로듀싱한 이 음반은 거의 전적으로 샘플로 구성되었으며, 2년에 걸쳐 맷 다이크의 아파트와 로스앤젤레스에 있는 레코드 플랜트에서 녹음되었다.
《Paul's Boutique》는 1986년 데뷔 음반인 《Licensed to Ill》의 판매량과 일치하지 않았고, 캐피틀에 의해 최소한으로 승격되었다. 그러나 혁신적인 서정적이고 소닉한 스타일로 힙합 커뮤니티 내에서 가장 인기 있는 음악으로 자리 잡으며 그룹의 획기적인 업적으로 인정받게 되었다. 때때로 "힙합계의 《Sgt. Pepper's Lonely Hearts Club Band》"로 묘사되는 《Paul's Boutique》는 역사상 가장 위대한 음반 목록 몇 개에 올랐고, 많은 비평가들에 의해 힙합에서 획기적인 음반으로 여겨진다.

## 배경
원 히트 원더로 조롱받고 그들의 이전 프로듀서인 릭 루빈과 음반 레이블인 데프 잼과 소원해진 비스티 보이즈는 대부분의 음악 비평가들에 의해 거절당한 후 1988년 초 로스앤젤레스로 자진 망명했다. 《Licensed to Ill》의 상업적 성공에 이어, 이 그룹은 더 창의적인 깊이와 덜 상업적인 소재를 가진 음반을 만드는 데 집중하고 있었다. 이 그룹의 이전 음반은 단순하고 무거운 비트와 코믹하게 어린 가사가 프랫 힙합이라는 레이블로 이어졌음에도 불구하고 메인스트림과 힙합 음악 비평가들 사이에서 엄청난 인기를 얻었고 호평을 받았다.
이 그룹은 캐피틀 레코드와 EMI 레코드와 계약을 맺었다.

## 커버 아트
커버 아트와 게이트폴드는 루들로 가(99 리빙턴 가에서 촬영된 사진)의 사진이다. 아담 요크에게 공로를 인정받았지만, 비스티 보이즈의 베이시스트였던 제레미 샤탄이 촬영한 사진이다.

## 곡 목록
모든 곡들은 비스티 보이즈와 더스트 브라더스에 의해 작사/작곡하였다.
| #   | 제목                                 | 재생 시간 |
| --- | ------------------------------------ | --------- |
| 1.  | 〈To All the Girls〉                 | 1:29      |
| 2.  | 〈Shake Your Rump〉                  | 3:19      |
| 3.  | 〈Johnny Ryall〉                     | 3:00      |
| 4.  | 〈Egg Man〉                          | 2:57      |
| 5.  | 〈High Plains Drifter〉              | 4:13      |
| 6.  | 〈The Sounds of Science〉            | 3:11      |
| 7.  | 〈3-Minute Rule〉                    | 3:39      |
| 8.  | 〈Hey Ladies〉                       | 3:47      |
| 9.  | 〈5-Piece Chicken Dinner〉           | 0:23      |
| 10. | 〈Looking Down the Barrel of a Gun〉 | 3:28      |
| 11. | 〈Car Thief〉                        | 3:39      |
| 12. | 〈What Comes Around〉                | 3:07      |
| 13. | 〈Shadrach〉                         | 4:07      |
| 14. | 〈Ask for Janice〉                   | 0:11      |
| 15. | 〈B-Boy Bouillabaisse〉              | 12:33     |